# Skärhamns IK
Der Skärhamns Idrottsklubb ist ein schwedischer Fußballverein. Der Klub ist in Skärhamn auf der Insel Tjörn beheimatet.

## Geschichte
Nachdem auf Tjörn bis in die 1920er Jahre zunächst eher unorganisiert Fußball gespielt wurde, entstand im Osten der Insel der Klub IFK Valla. Dieser zog auch Spieler aus Skärhamn an, die zu diesem Zweck mit dem Fahrrad zum Training und zu Spielen fahren mussten. Um sich diese Mühen ersparen zu können, beschloss man 1932 auch in Skärhamn einen eigenen Verein zu gründen, so dass am 13. Oktober des Jahres der Skärhamns Idrottsklubb aus der Taufe gehoben wurde. Ab Ende des Jahrzehnts nahm die Mannschaft auch im schwedischen Ligasystem teil, spielte aber zunächst nur in unterklassigen, regionalen Ligen.
1962 tauchte die Mannschaft von Skärhamns IK erstmals im oberen Teil des Ligasystems auf, als der Aufstieg in die seinerzeit viertklassige Division 4 Bohuslän/Dalsland gelang. Bereits zwei Jahre später gelang ihr als Staffelsieger der Durchmarsch in die Division 3 Nordvästra Götaland. Hier konnte die Klasse jedoch nur zwei Jahre gehalten werden, ehe es begleitet von IK Oddevold und BK Häcken wieder in die Viertklassigkeit zurückging. In der Folge festigte der Klub seinen Namen als Fahrstuhlmannschaft, dem Wiederaufstieg 1968 folgte der direkte Wiederabstieg. Nach der Vizemeisterschaft 1971 gelang 1973 die abermalige Rückkehr in die dritte Liga, wo erneut der Klassenerhalt verpasst wurde. In den folgenden Jahren etablierte sich die Mannschaft auf dem vierten Spielniveau. Nachdem sie Ende der 1970er Jahre noch größtenteils um den Aufstieg mitgespielt hatte, folgte 1983 mit nur vier Saisonsiegen der Absturz in die Fünftklassigkeit.
Nach mehreren Jahren im regionalen Ligen gelang Skärhamns IK 1989 die Rückkehr in die Division 3 Nordvästra Götaland. In der nun viertklassigen Spielklasse spielte man zunächst gegen den Abstieg. 1992 gelang überraschen in der Frühjahrsmeisterschaft der Staffelsieg, der Aufstieg in die dritte Liga wurde erst in den Play-off-Spielen verpasst. In den folgenden Spielzeiten stand jedoch erneut der Abstiegskampf im Vordergrund und 1995 rettete sich die Mannschaft erst in der Relegationsrunde. 
Zwei Jahre später kehrte Skärhamns IK ins Rennen um die Aufstiegsplätze zur dritten Liga zurück und nachdem 1997 nur ein Punkt gefehlt hatte, gelang ein Jahr später nach 25 Jahren in tieferen Ligen mit dem Staffelsieg die Rückkehr in die Drittklassigkeit. Hier verpasste die Mannschaft jedoch aufgrund des um ein Tor schlechteren Torverhältnisses gegenüber dem punktgleichen Konkurrenten Qviding FIF den Klassenerhalt. Als Staffelsieger gelang dem Klub die direkte Rückkehr, wo mit einem achten Tabellenrang die Klasse gehalten werden konnte. In den folgenden Jahren etablierte sich die Mannschaft im Mittelfeld der Tabelle und konnte sich 2005 als Tabellendritter zusammen mit dem FC Trollhättan und Carlstad United BK für die als dritte Liga neu eingeführte Division 1 qualifizieren. In der Südstaffel platzierte sich die Mannschaft im hinteren Mittelfeld und konnte 2007 mit drei Punkten Vorsprung auf die von Kristianstads FF und Visby IF Gute belegten Abstiegsränge den Klassenerhalt verbuchen, ehe ein Jahr später als Tabellenletzter der Klassenerhalt verpasst wurde.